# Humanity's End
Humanity's End è un film statunitense del 2009 diretto da Neil Johnson

## Trama
L'ultimo uomo nell'universo è braccato da una razza ibrida conosciuta come Nephilim.

## Promozione
Il trailer è stato pubblicato il 20 luglio 2009.

## Distribuzione

### Data di uscita
La pellicola è stata distribuita nelle sale statunitensi il 26 ottobre 2009 e in quelle russe il 15 febbraio 2011.

### Divieti
La visione del film in America è stata vietata ai minori di 17 anni.